# 道の駅国見 あつかしの郷
道の駅国見 あつかしの郷（みちのえきくにみ あつかしのさと）は、福島県伊達郡国見町にある国道4号の道の駅である。
2017年（平成29年）5月3日にオープンした 福島県内初の宿泊型の道の駅である。

## 概要
愛称は公募された中から 国見町のシンボルである阿津賀志山（あつかしやま）のように、皆に愛される道の駅になってもらいたいという思いを込めて「あつかしの郷」が選ばれ、国土交通省道路局へは愛称を含めた「国見 あつかしの郷」の駅名で登録されている。
管理・運営は同町が100％出資する第三セクター「国見まちづくり株式会社」が行い、テナント方式を採らず、すべての施設を直営とした一元管理を行う。
2017年4月27日に竣工式が挙行、グランドオープンは同年5月3日と報じられた。

## 施設
- 駐車場
  - 180台 ※大型車を含む[4]
- トイレ：28器
- 農産物直売所
  - くにみ市場[7]（9:00 - 19:00）
- レストラン
  - 桃花亭（とうかてい）[7]（11:00 - 21:00）
- カフェ
  - ももたんカフェ[7]（11:00 - 21:00）
- ファストフード
  - 国見バーガー＆ジェラテリア（9:00 - 19:00）
- 宿泊施設
  - 国見STAY 風道（かぜみち）： 4室 ※1室4人まで宿泊可能[4][7]
- 研修室[12]
- 大広間・多目的ルーム[10]
- 情報休憩施設
- 子どもの木育広場 つながる〜む（9:00 - 17:00）
- コンビニエンスストア（ミニストップ、24時間）

### 管理団体
- 国見まちづくり株式会社[10]

## アクセス
- 国道4号
- 福島県道31号浪江国見線

## 周辺
- コメリハードアンドグリーン国見店
- ハシドラッグ国見店
- らいふぴあ国見店